# Xạ Dương
Xạ Dương (chữ Hán phồn thể:射陽縣, chữ Hán giản thể: 射阳县) là một huyện thuộc địa cấp thị Diêm Thành, tỉnh Giang Tô, Cộng hòa Nhân dân Trung Hoa. Huyện này có diện tích 2795 ki-lô-mét vuông, là huyện có diện tích đất lớn nhất tỉnh Giang Tô, dân số 1,05 triệu người, trong đó dân số phi nông nghiệp là 422.600 người. Mã số bưu chính là 224300. Chính quyền huyện đóng ở trấn Hợp Đức. Về mặt hành chính, huyện này được chia ra các đơn vị gồm 19 trấn: Hợp Đức, Lâm Hải, Thiên Thu, Thông Dương, Tứ Minh, Phu Dư, Hải Hà, Trần Dương, Hải Thông, Hưng Kiều, Tân Than, Trường Đãng, Bàn Loan, Đặc Dung, Dương Mã, Hoàng Tiêm, Diêm Đông, Hoàng Sa Cảng, Ngẫu Canh.

## Khí hậu
| Dữ liệu khí hậu của Sheyang, elevation 2 m (6,6 ft), (1991–2020 normals, extremes 1981–present) | Dữ liệu khí hậu của Sheyang, elevation 2 m (6,6 ft), (1991–2020 normals, extremes 1981–present) | Dữ liệu khí hậu của Sheyang, elevation 2 m (6,6 ft), (1991–2020 normals, extremes 1981–present) | Dữ liệu khí hậu của Sheyang, elevation 2 m (6,6 ft), (1991–2020 normals, extremes 1981–present) | Dữ liệu khí hậu của Sheyang, elevation 2 m (6,6 ft), (1991–2020 normals, extremes 1981–present) | Dữ liệu khí hậu của Sheyang, elevation 2 m (6,6 ft), (1991–2020 normals, extremes 1981–present) | Dữ liệu khí hậu của Sheyang, elevation 2 m (6,6 ft), (1991–2020 normals, extremes 1981–present) | Dữ liệu khí hậu của Sheyang, elevation 2 m (6,6 ft), (1991–2020 normals, extremes 1981–present) | Dữ liệu khí hậu của Sheyang, elevation 2 m (6,6 ft), (1991–2020 normals, extremes 1981–present) | Dữ liệu khí hậu của Sheyang, elevation 2 m (6,6 ft), (1991–2020 normals, extremes 1981–present) | Dữ liệu khí hậu của Sheyang, elevation 2 m (6,6 ft), (1991–2020 normals, extremes 1981–present) | Dữ liệu khí hậu của Sheyang, elevation 2 m (6,6 ft), (1991–2020 normals, extremes 1981–present) | Dữ liệu khí hậu của Sheyang, elevation 2 m (6,6 ft), (1991–2020 normals, extremes 1981–present) | Dữ liệu khí hậu của Sheyang, elevation 2 m (6,6 ft), (1991–2020 normals, extremes 1981–present) |
| Tháng                                                                                           | 1                                                                                               | 2                                                                                               | 3                                                                                               | 4                                                                                               | 5                                                                                               | 6                                                                                               | 7                                                                                               | 8                                                                                               | 9                                                                                               | 10                                                                                              | 11                                                                                              | 12                                                                                              | Năm                                                                                             |
| ----------------------------------------------------------------------------------------------- | ----------------------------------------------------------------------------------------------- | ----------------------------------------------------------------------------------------------- | ----------------------------------------------------------------------------------------------- | ----------------------------------------------------------------------------------------------- | ----------------------------------------------------------------------------------------------- | ----------------------------------------------------------------------------------------------- | ----------------------------------------------------------------------------------------------- | ----------------------------------------------------------------------------------------------- | ----------------------------------------------------------------------------------------------- | ----------------------------------------------------------------------------------------------- | ----------------------------------------------------------------------------------------------- | ----------------------------------------------------------------------------------------------- | ----------------------------------------------------------------------------------------------- |
| Cao kỉ lục °C (°F)                                                                              | 19.9 (67.8)                                                                                     | 25.8 (78.4)                                                                                     | 31.7 (89.1)                                                                                     | 32.4 (90.3)                                                                                     | 35.6 (96.1)                                                                                     | 36.9 (98.4)                                                                                     | 38.3 (100.9)                                                                                    | 37.5 (99.5)                                                                                     | 35.0 (95.0)                                                                                     | 30.6 (87.1)                                                                                     | 28.1 (82.6)                                                                                     | 20.2 (68.4)                                                                                     | 38.3 (100.9)                                                                                    |
| Trung bình ngày tối đa °C (°F)                                                                  | 5.8 (42.4)                                                                                      | 8.2 (46.8)                                                                                      | 12.6 (54.7)                                                                                     | 19.2 (66.6)                                                                                     | 24.5 (76.1)                                                                                     | 27.8 (82.0)                                                                                     | 30.9 (87.6)                                                                                     | 30.3 (86.5)                                                                                     | 26.6 (79.9)                                                                                     | 22.0 (71.6)                                                                                     | 15.4 (59.7)                                                                                     | 8.6 (47.5)                                                                                      | 19.3 (66.8)                                                                                     |
| Trung bình ngày °C (°F)                                                                         | 1.5 (34.7)                                                                                      | 3.5 (38.3)                                                                                      | 7.5 (45.5)                                                                                      | 13.6 (56.5)                                                                                     | 19.1 (66.4)                                                                                     | 23.3 (73.9)                                                                                     | 27.1 (80.8)                                                                                     | 26.7 (80.1)                                                                                     | 22.7 (72.9)                                                                                     | 17.1 (62.8)                                                                                     | 10.4 (50.7)                                                                                     | 4.0 (39.2)                                                                                      | 14.7 (58.5)                                                                                     |
| Tối thiểu trung bình ngày °C (°F)                                                               | −1.8 (28.8)                                                                                     | 0.0 (32.0)                                                                                      | 3.6 (38.5)                                                                                      | 8.9 (48.0)                                                                                      | 14.6 (58.3)                                                                                     | 19.8 (67.6)                                                                                     | 24.0 (75.2)                                                                                     | 23.9 (75.0)                                                                                     | 19.3 (66.7)                                                                                     | 12.9 (55.2)                                                                                     | 6.4 (43.5)                                                                                      | 0.5 (32.9)                                                                                      | 11.0 (51.8)                                                                                     |
| Thấp kỉ lục °C (°F)                                                                             | −11.4 (11.5)                                                                                    | −12.3 (9.9)                                                                                     | −8.3 (17.1)                                                                                     | −0.8 (30.6)                                                                                     | 5.1 (41.2)                                                                                      | 11.9 (53.4)                                                                                     | 17.5 (63.5)                                                                                     | 17.1 (62.8)                                                                                     | 9.6 (49.3)                                                                                      | 1.5 (34.7)                                                                                      | −5.7 (21.7)                                                                                     | −10.2 (13.6)                                                                                    | −12.3 (9.9)                                                                                     |
| Lượng Giáng thủy trung bình mm (inches)                                                         | 27.2 (1.07)                                                                                     | 32.3 (1.27)                                                                                     | 48.0 (1.89)                                                                                     | 47.1 (1.85)                                                                                     | 67.8 (2.67)                                                                                     | 132.5 (5.22)                                                                                    | 212.4 (8.36)                                                                                    | 183.0 (7.20)                                                                                    | 89.4 (3.52)                                                                                     | 48.9 (1.93)                                                                                     | 53.6 (2.11)                                                                                     | 28.8 (1.13)                                                                                     | 971 (38.22)                                                                                     |
| Số ngày giáng thủy trung bình (≥ 0.1 mm)                                                        | 5.9                                                                                             | 6.7                                                                                             | 7.7                                                                                             | 7.5                                                                                             | 9.4                                                                                             | 9.2                                                                                             | 13.4                                                                                            | 11.9                                                                                            | 8.8                                                                                             | 6.4                                                                                             | 6.9                                                                                             | 5.5                                                                                             | 99.3                                                                                            |
| Số ngày tuyết rơi trung bình                                                                    | 3.3                                                                                             | 2.7                                                                                             | 1.1                                                                                             | 0.1                                                                                             | 0                                                                                               | 0                                                                                               | 0                                                                                               | 0                                                                                               | 0                                                                                               | 0                                                                                               | 0.3                                                                                             | 1.1                                                                                             | 8.6                                                                                             |
| Độ ẩm tương đối trung bình (%)                                                                  | 73                                                                                              | 74                                                                                              | 74                                                                                              | 73                                                                                              | 76                                                                                              | 80                                                                                              | 85                                                                                              | 85                                                                                              | 80                                                                                              | 75                                                                                              | 75                                                                                              | 72                                                                                              | 77                                                                                              |
| Số giờ nắng trung bình tháng                                                                    | 148.6                                                                                           | 151.6                                                                                           | 187.9                                                                                           | 211.1                                                                                           | 218.0                                                                                           | 181.5                                                                                           | 182.9                                                                                           | 200.4                                                                                           | 189.4                                                                                           | 189.8                                                                                           | 156.6                                                                                           | 154.8                                                                                           | 2.172,6                                                                                         |
| Phần trăm nắng có thể                                                                           | 47                                                                                              | 49                                                                                              | 50                                                                                              | 54                                                                                              | 51                                                                                              | 42                                                                                              | 42                                                                                              | 49                                                                                              | 51                                                                                              | 55                                                                                              | 51                                                                                              | 51                                                                                              | 49                                                                                              |
| Nguồn: China Meteorological Administration                                                      |                                                                                                 |                                                                                                 |                                                                                                 |                                                                                                 |                                                                                                 |                                                                                                 |                                                                                                 |                                                                                                 |                                                                                                 |                                                                                                 |                                                                                                 |                                                                                                 |                                                                                                 |